# 52P/Harrington-Abell
52P/Harrington-Abell – kometa krótkookresowa, należąca do rodziny Jowisza.

## Odkrycie
Kometa tę odkryli Robert G. Harrington i George Ogden Abell 22 marca 1955 roku w Obserwatorium Palomar w Kalifornii.

## Orbita komety
Orbita komety 52P/Harrington-Abell ma kształt elipsy o mimośrodzie 0,54. Jej peryhelium znajduje się w odległości 1,77 j.a., aphelium zaś 5,94 j.a. od Słońca. Jej okres obiegu wokół Słońca wynosi 7,58 roku, nachylenie do ekliptyki to wartość 10,2˚.

## Właściwości fizyczne
Średnica jądra komety 52P/Harrington-Abell wynosi 2,6 km.